# Карик на Шенону
Карик на Шенону (енгл. Carrick-on-Shannon, ир. Cora Droma Rúisc) је значајан град у Републици Ирској, у северном делу државе. Град је у саставу округа округа Литрим и представља његово седиште и највећи град.

## Природни услови
Град Карик на Шенону се налази у средишњем делу ирског острва и северном делу Републике Ирске и припада покрајини Конот. Град је удаљен 155 километара северозападно од Даблина. 
Карик на Шенону је смештен у равничарском подручју средишње Ирске, на реци Шенон, најдужој у држави. Надморска висина средишњег дела града је око 45 метара.
Клима: Клима у Карику на Шенону је умерено континентална са изразитим утицајем Атлантика и Голфске струје. Стога град одликује блага и веома променљива клима.

## Историја
Подручје Карика на Шенону било насељено већ у време праисторије. Дато подручје је освојено од стране енглеских Нормана у крајем 12. века.
Током 16. и 17. века Карик на Шенону је учествовао у бурним временима око борби за власт над Енглеском. Ово је оштетило градску привреду. Међутим, прави суноврат привреде града десио се средином 19. века у време ирске глади.
Карик на Шенону је од 1921. године у саставу Републике Ирске. Опоравак града започео је тек последњих деценија, када је град поново забележио нагли развој и раст.

## Становништво
Према последњим проценама из 2011. године. Карик на Шенону је имао око 2,5 хиљада становника у граду и нешто преко 3 хиљаде у широј градској зони, па је то најмање окружно седиште у Републици Ирској. Последњих година број становника у граду се повећава.

## Привреда
Карик на Шенону је био и остао трговачко и управно средиште.

## Збирка слика
- Некадашња градска кућа
- Римокатоличка Црква пресвете Богородице
- Протестантска Црква св. Ђорђа
- Река Шенон у граду